# Konj i njegov dječak
Konj i njegov dječak (engl. The Horse and His Boy) je treći nastavak Narnijskih kronika, sjevernoirskog pisca C. S. Lewisa, izdan 1954. godine.